# Chaos in Motion 2007–2008
Chaos in Motion 2007–2008 je DVD video izdanje američkog progresivnog metal sastava Dream Theater. Album je izdan 30. rujna 2008. godine, a objedinjuje nekoliko koncerata Dream Theatera povodom promoviranja devetog studijskog albuma, Systematic Chaos.

## Popis pjesama
Izdano je i posebno trostruko CD izdanje prodano u ograničenoj količini od pet tisuća primjeraka.

#### CD 1
| Br. | Skladba                         | Tekstopisac            | Skladatelj      | Trajanje |
| --- | ------------------------------- | ---------------------- | --------------- | -------- |
| 1.  | »Intro/Also Sprach Zarathustra« | instrumentalna skladba | Richard Strauss | 3:04     |
| 2.  | »Constant Motion«               | Mike Portnoy           | Dream Theater   | 7:06     |
| 3.  | »Panic Attack«                  | John Petrucci          | Dream Theater   | 7:22     |
| 4.  | »Blind Faith«                   | James LaBrie           | Dream Theater   | 10:29    |
| 5.  | »Surrounded«                    | Kevin Moore            | Dream Theater   | 15:21    |

#### CD 2
| Br. | Skladba                       | Tekstopisac            | Skladatelj    | Trajanje |
| --- | ----------------------------- | ---------------------- | ------------- | -------- |
| 1.  | »The Dark Eternal Night«      | Petrucci               | Dream Theater | 9:44     |
| 2.  | »Jordan Rudess Keyboard Solo« | instrumentalna skladba | Jordan Rudess | 4:53     |
| 3.  | »Lines in the Sand«           | Petrucci               | Dream Theater | 11:56    |
| 4.  | »Scarred«                     | Petrucci               | Dream Theater | 13:31    |
| 5.  | »Forsaken«                    | Petrucci               | Dream Theater | 5:41     |
| 6.  | »The Ministry of Lost Souls«  | Petrucci               | Dream Theater | 15:22    |

#### CD 3
| Br. | Skladba | Tekstopisac                                                                                            | Skladatelj    | Trajanje |
| --- | --- | --- | ------------- | -------- |
| 1.  | »Take the Time« | Dream Theater                                                                                          | Dream Theater | 11:37    |
| 2.  | »In the Presence of Enemies« | Petrucci                                                                                               | Dream Theater | 26:00    |
| 3.  | »Schmedley Wilcox" - I. "Trial of Tears" - II. "Finally Free" - III. "Learning to Live" - IV. "In the Name of God" - V. "Octavarium« | LaBrie, Petrucci, John Myung, Portnoy - Myung - Portnoy - Myung - Petrucci - LaBrie, Petrucci, Portnoy | Dream Theater | 21:18    |

## Video izdanje
| DVD 1 1. Intro/Also sprach Zarathustra 2. Constant Motion 3. Panic Attack 4. Blind Faith 5. Surrounded 6. The Dark Eternal Night 7. Keyboard Solo 8. Lines in the Sand 9. Scarred 10. Forsaken 11. The Ministry of Lost Souls 12. Take the Time 13. In the Presence of Enemies 14. Schmedley Wilcox: - I. Trial of Tears - II. Finally Free - III. Learning to Live - IV. In the Name of God - V. Octavarium | DVD 2 - "Behind The Chaos On The Road" 90–minutni dokumentarni film - Promotivni materijal 1. Constant Motion 2. Forsaken 3. Forsaken (u studiju) 4. The Dark Eternal Night (u studiju) - Projekcije uživo: 1. The Dark Eternal Night (N.A.D.S) 2. The Ministry Of Lost Souls 3. In The Presence Of Enemies Pt. 2 - "Mike Portnoy – Stage Tour" - "Mike Portnoy Backstage Tour" - Fotogalerija |

## Osoblje

### Dream Theater
- James LaBrie – vokali
- John Petrucci – gitara
- John Myung – bas-gitara
- Mike Portnoy – bubnjevi

### Tehničko osoblje
- Sebastian Beloch – redatelj, urednik, snimatelj
- Andrew Bennett – redatelj
- Lasse Hoile – redatelj
- Jared Kvitka – tehnički urednik
- Randy Lane – tehnički urednik
- Kevin Shirley – tehnički urednik
- Ryan Smith – tehnički urednik
- Yasufumi Soejima – urednik
- Hugh Syme – grafički urednik i dizajner
- Mika Tyyska – urednik

## Vanjske poveznice
- Službeni promotivni video na stranicama izdavača